# NGC 7545
NGC 7545 este o galaxie situată în constelația Cocorul. A fost descoperită în 4 septembrie 1834 de către John Herschel.